# Chlorochaeta pseudoneriaria
Chlorochaeta pseudoneriaria är en fjärilsart som beskrevs av Eugen Wehrli 1935. Chlorochaeta pseudoneriaria ingår i släktet Chlorochaeta och familjen mätare. Inga underarter finns listade i Catalogue of Life.